# タケマサ・オクヤマ
タケマサ・オクヤマ （Takemasa_Okuyama、1944年 - ）  は、日系人空手家。 カナダ国際空手協会の会長で、「館長」と呼ばれている。 
八丈島に生まれ、7歳のとき日本で武道を始めた。家族の伝統に従い相撲や柔道も習った。13歳の時、 沖縄から伝来する金城空手を学び始める。1960年、日本の拓殖大学に進学。 政治学と貿易を学び、田畑、浜中、小沢、津山などの空手師範を定期的に養成 。1966年、留学のためアメリカに渡り、窪田孝行の指導のもと3年間の修行を積む。  1970年、彼はカナダに移り 、そこで剛速流と松濤館の空手方面で有力な人物となっていく。同年、第5回年次オールスターズトーナメントで組手で3位になる。1971年にはIKAカナダクボタカップを設立した。1992年、窪田孝行はオクヤマにカンチョーの称号と空手で八段を授与。1997年の著書Ultimate Karate  （ ISBN 0-9683373-0-9    ）では本気の弟子に空手のテクニック、平安の型や鉄器といった初段以上のスタンスで手技のテクニックの複雑なアプリケーションを示している。 
その後リカルド・コボ市長からコロンビアのカリ市の、そしてイスラエルとパレスチナの平和活動でイスラエルのベエルシェバ市カクフ市長から特別賞を受賞した。 また、コロンビアの軍と特殊部隊の警察、カナダの軍の警察、モスクワの警察、イスラエルの軍、エクアドルの警察を含む世界中の執行要員を訓練した。 
空手の活動とは別に、有限会社の社長も務め、伝統的な絵画とフルートを演奏する文化人でもある。 